# Gammelbjörns sagor
Gammelbjörns sagor eller Old Bear Stories (originaltitel), är en engelsk dockfilm/TV-serie för yngre barn. Engelsk berättarröst i gjordes av Anton Rodgers, medan svensk berättarröst gjordes av Hans Wahlgren. Serien är baserad på böckerna Old Bear and Friends av Jane Hissey. Varje avsnitt är ungefär 10 minuter långt, förutom det sista jul-special avsnittet som var 20 minuter långt. Serien sändes i totalt tre säsonger under 1993–1997. TV-serien gick även i flera år på SVT Barn, men har nu slutat att sändas.      

## Handling
Kramdjuren i lekrummet kommer ihåg att Gammelbjörn försvann för länge sedan. Han har lagts upp på vinden. Djuren räddar honom och tar honom tillbaka till lekrummet. Gammelbjörn blir den mest respekterade leksaken och vägleder de andra i deras många äventyr i lekrummet, på lekplatsen och i trädgården. 

## Karaktärer (urval)
- Gammelbjörn (Old Bear) - en vit krambjörn. Är äldst och klokast av leksakerna.
- Brumme (Bramwell Brown) - brun krambjörn som näst efter Gammelbjörn har den mest ledande rollen bland leksakerna.
- Giraff (Jolly Tall) - en giraff av tyg.
- Lillebjörn (Little Bear) - en liten vit, lekfull leksaksbjörn klädd i röda byxor.
- Sjömannen (Sailor) - en liten docka klädd i sjömanskostym.
- Gosekanin (Rabbit) - en liten vit kanin som gillar att hoppa.
- Ankmamma (Duck) - en anka av tyg.
- Zebra (Zebra) - en zebra av tyg.